# Sportkring Sint-Niklaas
Sportkring Sint-Niklaas ist ein belgischer Fußballverein aus der Stadt Sint-Niklaas in der Provinz Ostflandern. Der Klub wurde am 21. August 1992 gegründet und trägt seitdem die Vereinsfarben Gelb und Blau. Ihre Heimspiele trägt die Mannschaft im Stedelijk Sportcentrum Meesterstraat aus.
In der Saison 2010/11 gelang der Mannschaft der Aufstieg von der Drittklassigkeit in die Zweite Division. An dieser nahm der Verein dann in der folgenden Saison 2011/12 teil, belegte nach dem 15. Platz ein Jahr später jedoch nur den 18. Platz und stieg damit wieder direkt in die 3. Liga ab.

## Trainer
- Alexandre Czerniatynski (2012)